# Andrzej Charlat
Andrzej Charlat (fr. wym. [ɑ̃ˈdʁe ʃaʁˈla], ur. 31 grudnia 1994) – francuski rugbysta polskiego pochodzenia występujący na pozycji skrzydłowego, reprezentant Polski.

## Młodość
Rodzina Charlata pochodzi z Vichy, gdzie on sam w wieku 6 lat zaczął grać w rugby. Co najmniej od 2004 roku trenował w klubie RC Vichy, który opuścił w wieku 17 lat. Kolejne dwa lata spędził w klubie ASM Clermont Auvergne, gdzie występował w grupach do lat 19 i 20. W sezonie 2012/2013 dotarł do finału mistrzostw Francji U-19 (Coupe Crabos), w którym zespół z Clermont-Ferrand po rzutach karnych uległ Stade Toulousain. W tym samym czasie rozpoczął też sportowe studia licencjackie (STAPS), które po opuszczeniu Clermont porzucił na rzecz uzyskania dyplomu BPJEPS.

## Kariera klubowa
W 2014 roku Charlat przeniósł się do klubu USON Nevers rywalizującego wówczas na trzecim poziomie rozgrywek ligowych. Początkowo występował jako obrońca lub skrzydłowy, grając w mistrzostwach U-21 (Championnat Belascain) oraz w drugiej drużynie (na poziomie Nationale B). W tym czasie trenował także młodzież z zespołu do lat 14. Do pierwszej drużyny dołączył w sezonie 2016/2017. Choć sam Charlat wystąpił jedynie w dwóch meczach ligowych, w których zdobył jedno przyłożenie (wziął też udział w ledwie dwóch sparingach), to jednak drużyna USON wygrała fazę pucharową w lidze Fédérale 1 i awansowała do zawodowej Pro D2.
Biorąc pod uwagę dotychczasowe trudności z uzyskaniem szans gry, skrzydłowy zdecydował się na zmianę barw klubowych i dołączył do występującej w niższej lidze, Fédérale 2, ekipy CS Beaune. Na poziomie tym został jedną z gwiazd rozgrywek, zdobywając w sezonie zasadniczym co najmniej 19 przyłożeń. Następnie w fazie pucharowej w sześciu meczach jeszcze sześciokrotnie kładł piłkę w polu punktowym rywali, w tym trzy razy w spotkaniu z Beauvais RC. Mimo porażki w meczu półfinałowym z RC Bédarrides drużyna Beaune awansowała wówczas do ligi Fédérale 1.
Bardzo dobre występy na czwartym poziomie rozgrywkowym spowodowały, że jeszcze w kwietniu media informowały o przenosinach zawodnika formacji ataku do AS Mâcon z Fédérale 1. Ostatecznie Charlat trafił jednak do US Bressane występującej jeszcze poziom wyżej, w Pro D2. Debiutował dopiero w październiku 2018 roku, w meczu 9. kolejki z US Montauban, w którym zdobył też swoje pierwsze przyłożenie dla nowej drużyny. Później dołożył m.in. dwa z Oyonnax, łącznie notując ich sześć w 18 meczach. Mimo odniesienia 13 zwycięstw zespół z Bourg-en-Bresse ostatecznie spadł z ligi z rekordowo wysokim dorobkiem 60 punktów.
Pomimo niepowodzenia drużynowego Charlat pozostał na drugim poziomie rozgrywkowym, przenosząc się do Provence Rugby z Aix-en-Provence. W marcu 2020 roku, na krótko przed przerwaniem rozgrywek z powodu pandemii COVID-19, skrzydłowy w spotkaniu z Aurillac zdobył cztery przyłożenia, co wówczas dawało mu miano najskuteczniejszego gracza rozgrywek. Ostatecznie skończył sezon z ośmioma przyłożeniami, dzięki czemu był wymienianych wśród najlepszych skrzydłowych ligi. Kolejny sezon w wykonaniu Charlata był już mniej udany – w 25 spotkaniach ligowych zdobył zaledwie pięć przyłożeń.
W lutym 2021 r. do publicznej informacji podano, że po zakończeniu sezonu zawodnik powróci do Nevers, swojego pierwszego seniorskiego klubu. Ostatecznie podpisał tam dwuletni kontrakt. W barwach USON w październiku 2021 roku zdobył trzy przyłożenia w zremisowanym 21:21 meczu z Grenoble.

## Kariera reprezentacyjna
W lutym 2017 Charlat otrzymał od selekcjonera Blikkiesa Groenewalda powołanie do reprezentacji Polski na mecz Rugby Europe Trophy z Portugalią. W rozgrywanym w Oeiras spotkaniu zanotował swój międzynarodowy debiut, w drugiej połowie zmieniając Mateusza Lamenta. Polacy przegrali wówczas 10:35. Został także uwzględniony przy powołaniach na kolejne mecze – z Mołdawią i Holandią. O ile w pierwszym z nich nie wziął udziału, o tyle w wygranym 14:13 meczu z Holendrami Charlat zdobył jedyne przyłożenie dla polskiej drużyny. We wrześniu 2017 roku uczestniczył w towarzyskim meczu Polska – Europa rozegranym z okazji 60-lecia Polskiego Związku Rugby. W późniejszym okresie mimo powołania ostatecznie nie wziął udziału w zgrupowaniu przed meczem ze Szwajcarią.
W tym samym roku Charlat był także mocno zaangażowany w zmagania reprezentacji Polski w rugby 7 – oprócz serii sparingów brał udział także w dwóch turniejach Grand Prix z cyklu mistrzostw Europy: w Moskwie i Clermont-Ferrand. Zdobył w nich cztery przyłożenia, w tym trzy w meczu przeciw Portugalii, jedynym w cyklu wygranym przez Polaków.
W 2018 roku wystąpił jeszcze w dwóch spotkaniach polskiej kadry: w wysoko przegranym marcowym starciu z Holandią (zdobył jedno z przyłożeń) oraz wrześniowym z Czechami. Był także powołany na październikowy mecz z reprezentacją Litwy.

### Statystyki
Stan na 29 września 2018 r. Wynik reprezentacji Polski podany w pierwszej kolejności.
| Drużyna narodowa | Rok  | Mecze | Punkty |
| ---------------- | ---- | ----- | ------ |
| Polska           | 2017 | 2     | 5      |
| Polska           | 2018 | 2     | 5      |
| Suma             | Suma | 4     | 10     |

| Występy w reprezentacji Polski | Występy w reprezentacji Polski | Występy w reprezentacji Polski                | Występy w reprezentacji Polski | Występy w reprezentacji Polski | Występy w reprezentacji Polski |
| Lp.                            | Data                           | Stadion, miasto                               | Przeciwnik                     | Wynik                          | Zdobyte punkty                 |
| ------------------------------ | ------------------------------ | --------------------------------------------- | ------------------------------ | ------------------------------ | ------------------------------ |
| 1.                             | 18.02.2017                     | Complexo Desportivo Nacional do Jamor, Oeiras | Portugalia                     | 10:35                          | 0                              |
| 2.                             | 8.04.2017                      | Stadion Widzewa, Łódź                         | Holandia                       | 14:13                          | 5 (P)                          |
| 3.                             | 3.03.2018                      | Nationaal Rugby Centrum, Amsterdam            | Holandia                       | 30:71                          | 5 (P)                          |
| 4.                             | 29.09.2018                     | Stadion mládeže, Zlin                         | Czechy                         | 41:22                          | 0                              |

## Życie osobiste
Ojciec Andrzeja – Patrice także uprawiał rugby union. Występował na pozycji środkowego, w późniejszym okresie pracował jako trener.